# Перевальний ВТТ
Перевальний виправно-трудовий табір (Переваллаг) — підрозділ, що діяв у системі виправно-трудових установ СРСР.

## Історія
Переваллаг був створений у 1944 році. Управління Переваллага розташовувалося в селищі Мулі (нині селище Високогірний), Хабаровський край. В оперативному командуванні він підпорядковувався Управлінню будівництва 500.
Максимальна одноразова кількість ув'язнених могло становити понад 18 000 осіб.
Переваллаг був закритий в 1945 році, а його підрозділи ввійшли до складу Нижньо-амурського виправно-трудового табору.

## Діяльність
Основним видом діяльності ув'язнених було будівництво залізничної лінії Комсомольськ — Совєтська Гавань на ділянці, що проходить через гори Сіхоте-Алінь.